# Lladorre
Lladorre est une commune de la comarque du Pallars Sobirà dans la province de Lérida en Catalogne (Espagne).

## Géographie
C'est une commune située dans les Pyrénées centrales et dans le parc naturel de l'Alt Pirineu. Elle est appuyée sur un long segment de la crête frontalière hermétique à tout véhicule, entre le mont Roig et le pic du port de Sullo et compte de nombreux lacs d'altitude. Le port de Tavascan (2 217 mètres) permettant de rejoindre à pied la commune d'Ustou par la vallée de l'Ossèse (France) se trouve sur la commune, de même que le barrage hydroélectrique de Certescans (Certascan), à l'origine d'un grand lac du même nom.
| Couflens (France)   | Ustou (France)    | Aulus-les-Bains (France) |
| La Guingueta d'Àneu | Lladorre          | Auzat (France)           |
| Vall de Cardós      | Esterri de Cardós | Alins                    |

## Économie
La petite station de sports d'hiver de Tavascan fait partie de la commune.
Au bord du lac de Certescans à 2 240 mètres d'altitude se trouve le refuge de Certescans (refugi de Certascan) gardé de 40 places, qui constitue une étape sur la Haute randonnée pyrénéenne.

## Protection environnementale
Deux oursons sont nés de manière certaine sur le territoire communal. Ils ont été détectés le 9 mai 2016 par les appareils photos automatiques utilisés pour le suivi de l’ours dans le cadre du programme PirosLIFE .

## Lieux et monuments
- Le lac de barrage de Certescans à 2 236 mètres d'altitude a une superficie de 47 ha, pour 1 250 m de long et 750 m de large avec 96 m de profondeur.
- Les étangs de Romedo.
- Le sentier de grande randonnée 11 et la Haute randonnée pyrénéenne traversent la commune.
- Les principaux cols transfrontaliers pédestres conduisant en Ariège sont le port de Tavascan, le port de Colatx et le port de l'Artiga.
- L'église Saint-Barthélemy de Tavascan (2005) et le pont-vieux de Tavascan (2011) sont des biens culturels d'intérêt local.

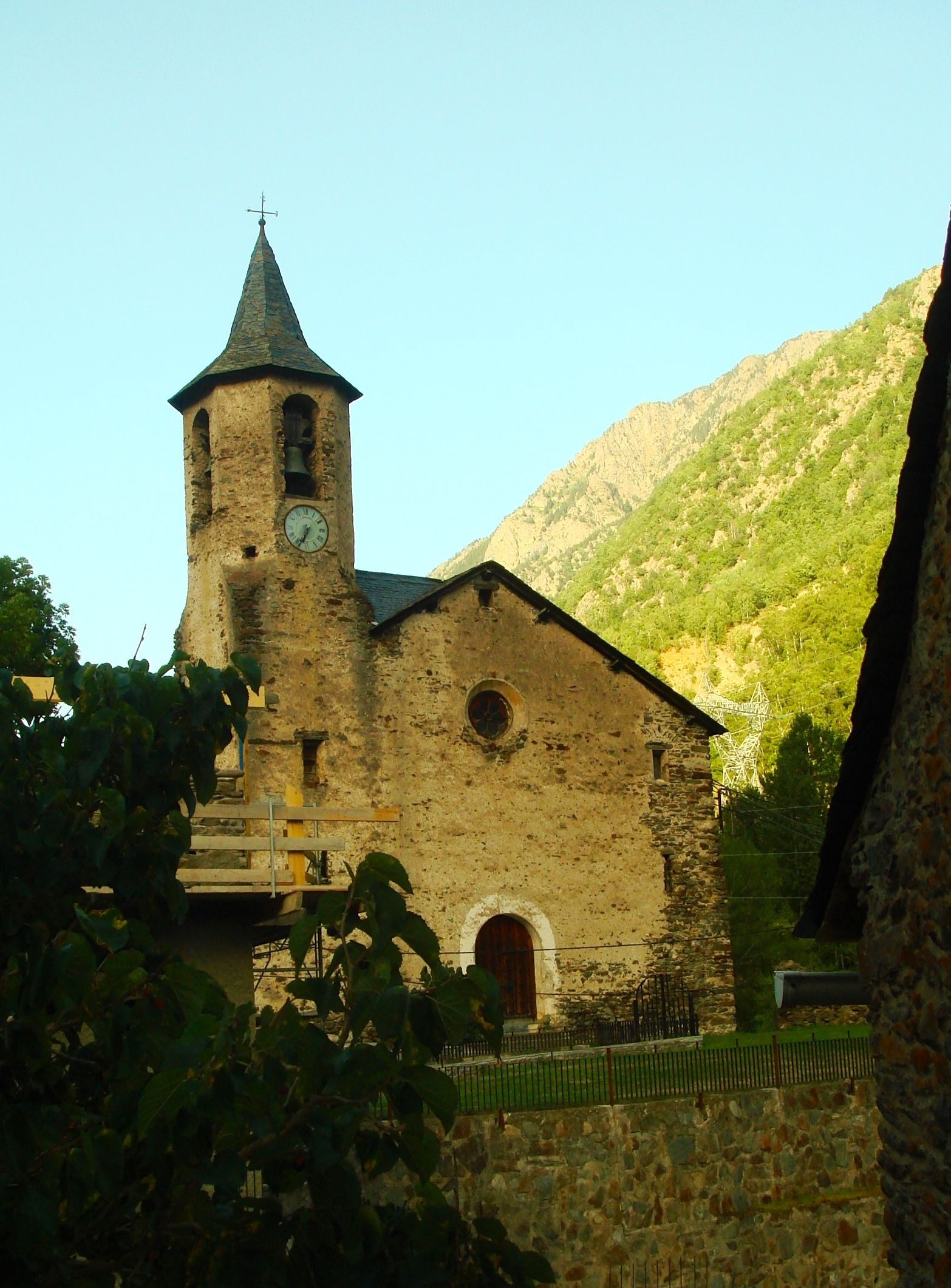
L'église de Tavascan.
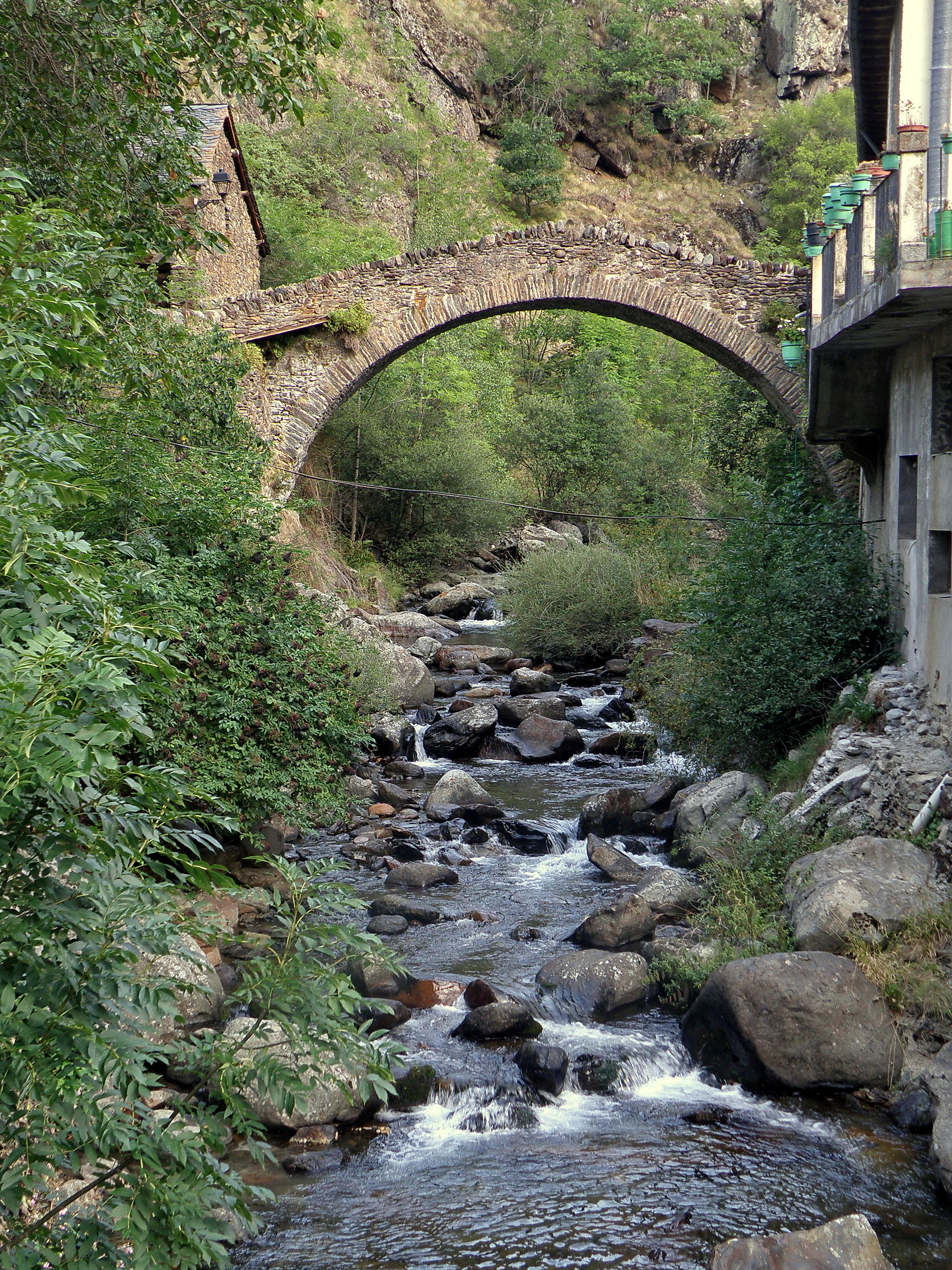
Le pont de Tavascan.